# Nejlepší střelec na ZOH
Nejlepší střelci ZOH je udělované ocenění pro nejlepšího střelce ZOH.
| Rok                         | Vítěz                                                                                               | Branky    |
| ZOH 1956                    | Vsevolod Bobrov                                                                                     | 9 branek  |
| ZOH 1964                    | Sven Tumba Johansson                                                                                | 10 branek |
| ZOH 1968                    | Anatolij Firsov                                                                                     | 12 branek |
| ZOH 1972                    | Valerij Charlamov                                                                                   | 9 branek  |
| ZOH 1976                    | Vladimir Šadrin                                                                                     | 6 branek  |
| ZOH 1980                    | Jaroslav Pouzar                                                                                     | 8 branek  |
| ZOH 1984                    | Nikolaj Drozděckij                                                                                  | 10 branek |
| ZOH 1988                    | Vladimir Krutov Dušan Pašek                                                                         | 6 branek  |
| ZOH 1992                    | Nikolaj Berezovskij Andrej Chomutov Teemu Selänne Dave Archibald                                    | 7 branek  |
| ZOH 1994                    | Miroslav Šatan                                                                                      | 9 branek  |
| ZOH 1998                    | Pavel Bure                                                                                          | 9 branek  |
| ZOH 2002                    | John LeClair                                                                                        | 6 branek  |
| ZOH 2006                    | Olli Jokinen, Teemu Selänne                                                                         | 6 branek  |
| ZOH 2010                    | Jarome Iginla                                                                                       | 5 branek  |
| ZOH 2014                    | Michael Grabner                                                                                     | 5 branek  |
| ZOH 2018                    | Olympijští sportovci z Ruska Ilja Kovalčuk Olympijští sportovci z Ruska Kirill Kaprizov Ryan Donato | 5 branek  |
| ZOH 2022                    | Juraj Slafkovský                                                                                    | 7 branek  |
| Zdroj na eliteprospects.com | |           |